# 春日部重行
春日部 重行（かすかべ しげゆき）は、鎌倉時代後期から南北朝時代の武将。

## 生涯
『武蔵国郡村誌』によると鎌倉幕府に仕えた春日部実景の孫とされる。元徳3年（1331年）から建武元年（1334年）にかけて鎌倉の鶴岡八幡宮を勧請し春日部八幡神社を創建した。
天皇を護衛する武者所番衆として新田義貞に仕え、後醍醐天皇の建武の新政を支持した。新田軍として討幕に参加し、鎌倉、箱根、京都、島根、九州など各地で幕府軍と戦う。特に鎌倉の戦いでは戦功を挙げ、延元元年（1336年）に後醍醐天皇から下河辺荘の一部である下総国（近世の武蔵国）春日部郷 （現在の埼玉県春日部市内牧地区の一部）と上総国山辺郷 （現在の千葉県千葉市緑区の一部）の地頭に任命された。同年6月30日、重行は北朝側の足利尊氏軍と京都鷺の森で戦うが敗戦し自刃した (延元の乱）。遺骨は長男の家縄が春日部に持ち帰り最勝院へ埋葬した。
大正7年（1918年）に政府から従四位が贈られた。春日部市では春日部の祖とされ、毎年ゴールデンウィークに春日部重行公祭が開催される。

## その他
『太平記』では春日部治部少輔時賢と呼ばれる人物が同時期に春日部郷の地頭に任命されたと記されている。